# Verdun-sur-Garonne
Verdun-sur-Garonne một thị xã và xã ở tỉnh Tarn-et-Garonne trong vùng Tarn-et-Garonne, Pháp.

## di tích

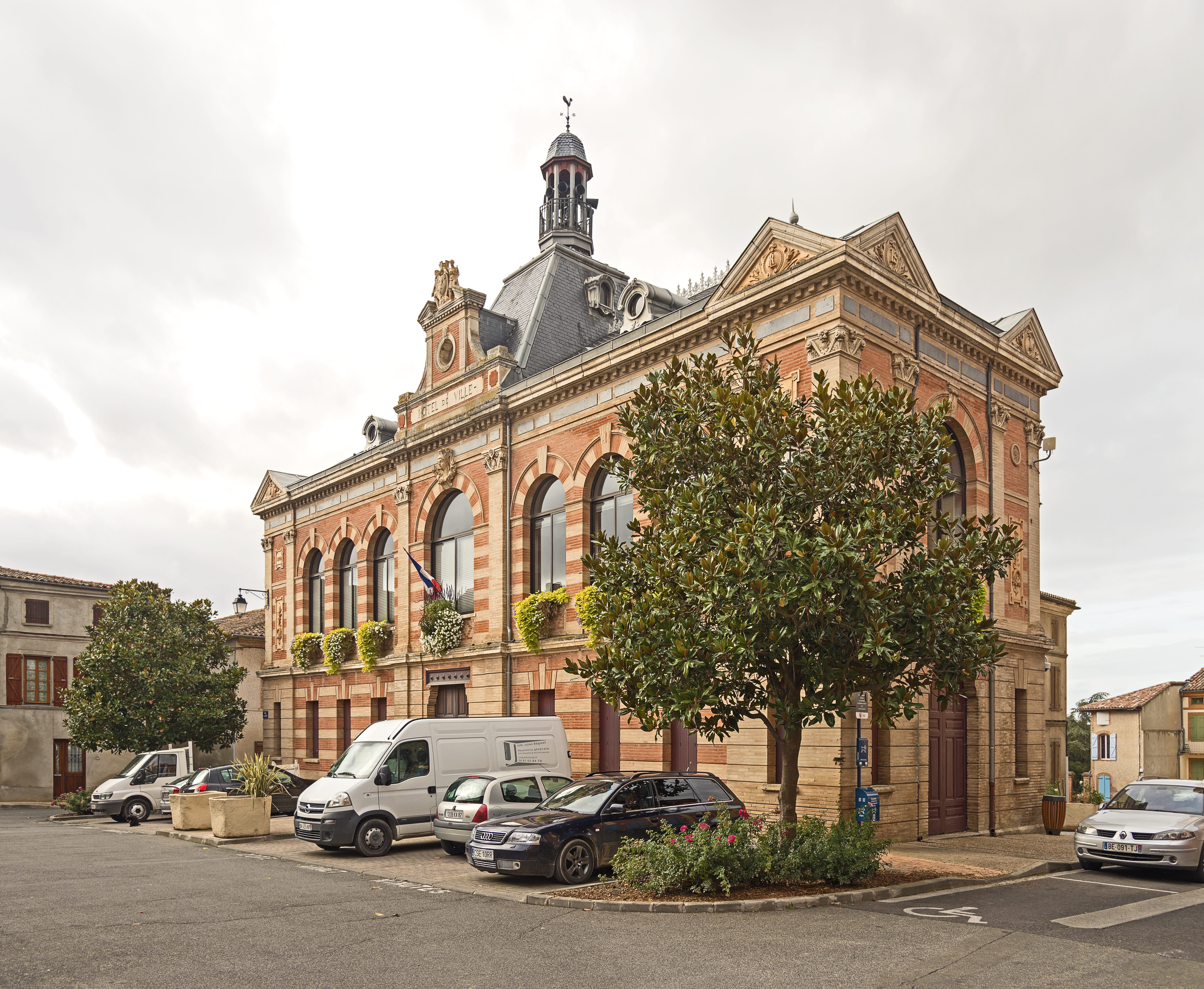
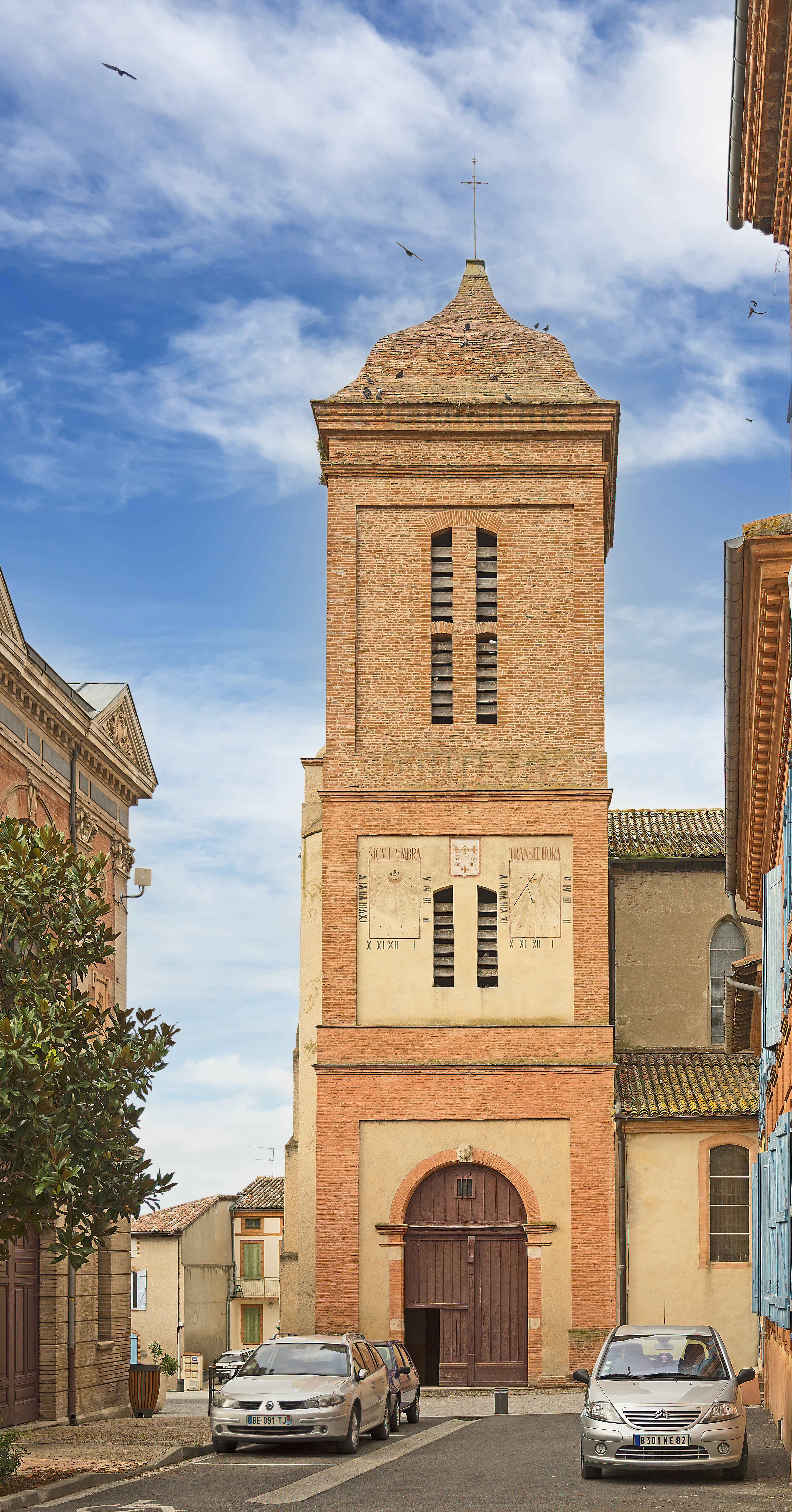
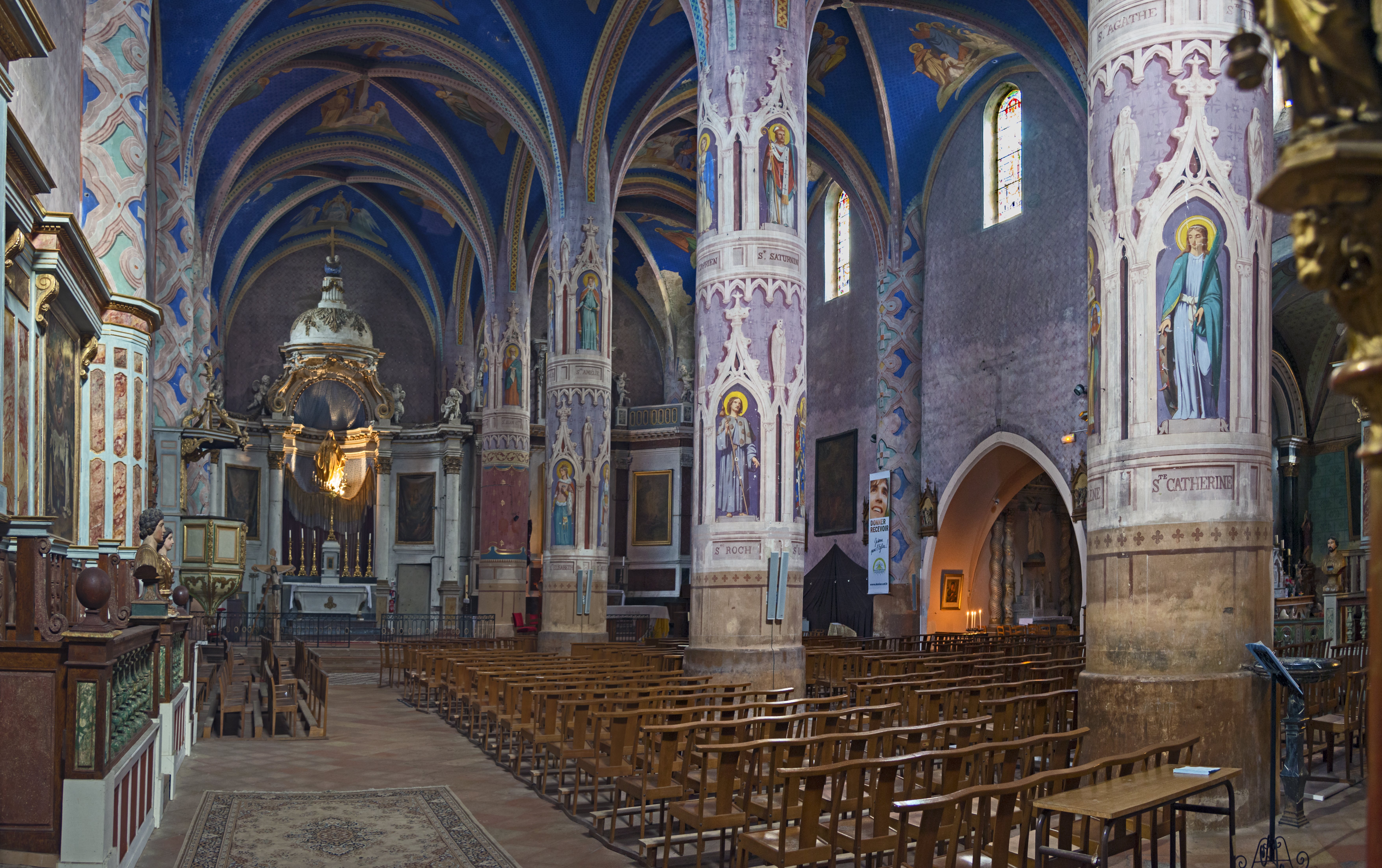
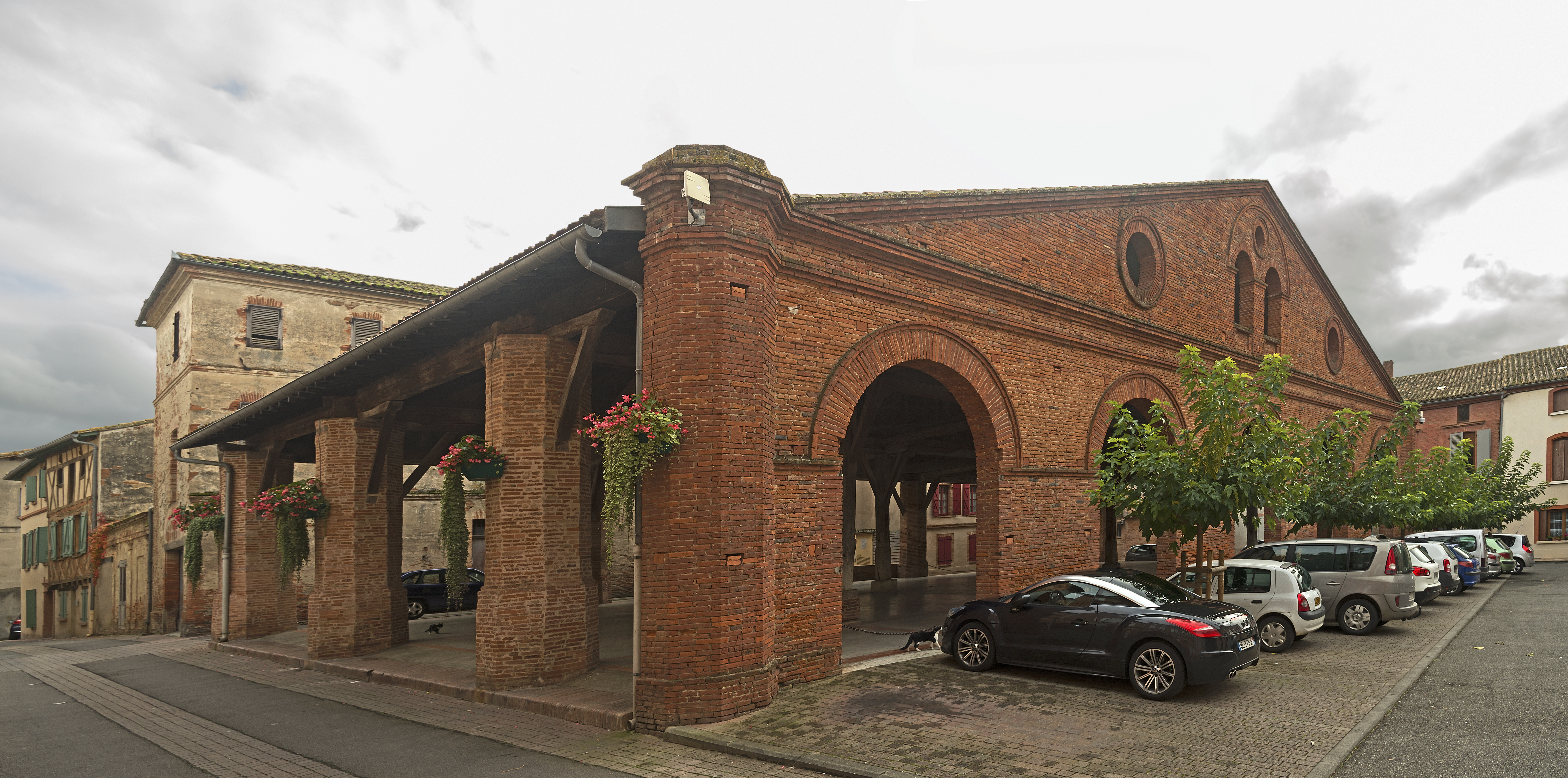